# 河内家会
河内家十二代目は栃木県宇都宮市に本拠を置く的屋系暴力団で、指定暴力団・極東会の2次団体。

## 概要
河内家一家は初代・河内家伊助が興した栃木の老舗的屋団体であり、多数の分家が生まれたがそれらを統合し河内家連合が結成され、その後極東会の傘下となった。

## 歴代継承者
- 初代 - 河内家伊助
- 二代目 - 笹島菊次郎
- 三代目 - 大島多三郎
- 四代目 - 大岩定一
- 五代目 - 大根田由雄
- 六代目 - 桜木 武
- 七代目 - 諏訪義衛
- 八代目 - 国府田博明
- 九代目 - 小倉鐵平
- 十代目 - 今井厚三
- 十一代目 - 平松弘之
- 十二代目 - 小池朝雄

## 最高幹部
- 十二代目 - 小池朝雄
- 他不明